# Гаврилычев, Кирилл Сергеевич
Гаврилычев Кирилл Сергеевич (род. 21 февраля 1989, Ярославль) — российский хоккеист.

## Биография
Воспитанник ярославской хоккейной школы.
С 2001—2008 год был в составе хоккейного клуба «Локомотив» (Ярославль).
В сезонах 2001—2002, 2002-2003, 2003-2004 участвовал в Открытых Чемпионатах Москвы среди юношей 1989 года рождения в составе «Локомотива» (Ярославль).
В сезонах 2012—2013 перешёл в Континентальную хоккейную лигу в клуб «Спартак» (Москва).
Выступал за клубы КХЛ «Спартак» в сезоне 2015/16 и новокузнецкий «Металлург» в сезоне 2014/15.
Сыграл 58 матчей и заработал 5 (1+4) баллов.
В сезоне 2016—2017 перешёл в клуб «Рубин» (Тюмень), где выступал один сезон, после чего перешёл в атырауский клуб «Бейбарыс».
Участвовал в чемпионате Казахстана и Континентальном кубке 2016/2017.
Сезон 2018—2019 провёл в составе клуба «Химик» (Воскресенск).